# Saint Thomas (Barbados)
Saint Thomas is een van de elf parishes van Barbados. De grootste plaats is Welchman Hall.
Christ Church · Saint Andrew · Saint George · Saint James · Saint John · Saint Joseph · Saint Lucy · Saint Michael · Saint Peter · Saint Philip · Saint Thomas